# أوطاط الحاج
أوطاط الحاج، هي مدينة تابعة لإقليم بولمان ضمن دائرة فاس مكناس بالمغرب. وفقا لتعداد عام 2014 بلغ عدد سكانها 16388 نسمة. يتكون سكان المدينة بشكل أساسي من قبائل أمازيغية من قرى جبال الأطلس المتوسط (بني حيون، أولاد علي، تسيوانت) وقبائل عربية من الأراضي المنخفضة باتجاه جرسيف وتالسينت.
تشتهر منطقة أوطة الحاج بحدائق أشجار الزيتون وزيت الزيتون.

## دلالة التسمية
هناك مجموعة من التفسيرات المقتبسة من الروايات الشفوية، والتي تحدد دلالة هذه التسمية، لكن أرجحها ورأي أغلب العامة، هو أن التسمية مرتبطة بالمجموعة البشرية التي استقرت بالمنطقة والتي يطلق عليها «قبائل أولاد الحاج». ومن المعلوم أن الاستواء والانبساط والسهول تعرف دارجة ب«لوطا»، فيرجح أن هذه الأخيرة مدلول كذلك على اشتقاق (أوطاط) منها، حيث أن المدينة جاءت في سهل منبسط، هذه هي أرجح الدلالات التي أعطت المنطقة اسمها عبر امتداد التاريخ

## المعطيات الجغرافية
- تمتد منطقة أوطاط الحاج على مساحة تقدر ب651 كلم، تحد شمالا بإقليم تازة وشرقا بإقليم فكيك وجنوبا بالمناطق التالية: عمالة ميسور، جماعة ألميس مرموشة وجماعة تالسينت.

## المعطيات الطبيعة
- التضاريس والجيولوجيا: تتكون تضاريس منطقة أوطاط الحاج من الجبال (الأطلس المتوسط) والسهول والهضاب شبه الجافة، باستثناء جماعة أولاد علي يوسف، وتتميز طبيعة تربة المنطقة بكونها صلصالية ورملية.
- المناخ – الغطاء النباتي والموارد المائية: تعرف المنطقة مناخا قاريا شديد الحرارة صيفا، وجافا شديد البرودة شتاء (باستثناء منطقة أولاد علي يوسف)، أما بالنسبة للتساقطات فتتراوح ما بين 50 و150 ميليمتر سنويا، ويتميز الغطاء النباتي بسيادة النباتات الجافة (الحلفاء. الشيح. أزير….الخ) وتعتبر أهم شجرة في المنطقة هي شجرة الزيتون.
ويعبر المنطقة مجرى مائي مهم يتمثل في واد ملوية الدي تقدر كمية مياهه السطحية ب 910 مليون متر، ومياهه الباطنية ب 320 مليون متر. بالإضافة إلى روافد أخرى كواد شق الأرض كدو تيمرساط واد الناموس بطحة الرميلة.

## المعطيات الاقتصادية
1- الفلاحة:
- الزراعة: تعود النسبة الكبيرة لمساحة الأراضي الفلاحية للجماعات القروية المحاذية لبلدية أوطاط الحاج، وتستغل هذه الأراضي غالبا بشكل تقليدي مرتكزة على نقط الماء والأماكن القوية وتتوزع البنية العقارية للأراضي الفلاحية بالمنطقة على الشكل التالي:

+ أراضي الملك: 6675 هكتار
+ أراضي الجموع: 80833 هكتار
+ أراضي الأحباس: 60 هكتار
فيما تنتج المنطقة عدة أنواع من الخضروات (الطماطم – البطاطس – اللفت….) والفواكه (العنب – التين-الخوخ – المشمش – التفاح….) وتتميز بعدد من الأشجار وخاصة الزيتون كما قلنا.
- تربية الماشية: يعتمد سكان المنطقة على تربية المواشي كذلك، ويتصف أغلبها باعتماد نمط الترحال الذي يسود بشكل واضح منطقة الظهرة.

2-الصناعة: لا زالت المنطقة تفتقر لوحدات صناعية لحد الآن.
3- التجارة:
يعتبر هذا القطاع من الأنشطة الاقتصادية المهمة التي تتطور بشكل مستمر في المنطقة —ستحاول بوابة أوطاط الحاج وضع تقرير حوله مستقبلا.
4- الحرف:
تزخر المنطقة بحرف يدوية كثيرة ومتنوعة (الحدادة + النجارة + الصباغة + المصنوعات التقليدية: كالزرابي، ومصنوعات الحلفاء …(بوابة أوطاط الحاج تعدكم بالكتابة في هدا المجال).
5- السياحة:
مع الأسف تفتقر المنطقة لوحدات سياحية، رغم توفرها على مظاهر سياحية ومآثر تاريخية ومناظر خلابة من شأنها تطوير الحركة السياحية بالمنطقة. وهناك على سبيل المثال عدة مآثر تاريخية: كقصبة أهل أوطاط الحاج وقصبة قشاشا وقصر بوزيد الذي يرجع تاريخه إلى عهد عبد الحق المريني. وتحتوي المنطقة كذلك على مناظر طبيعية خلابة: كمنطقة أولاد علي يوسف الجبلية، وأولاد سعيد الجذابة، ومنطقة ترنست التي تعتبر منطقة سياحية بامتياز يتوافد السياح عليها سنويا، ونجد الحامات كذلك (حامات مولاي يعقوب ابن أسهل مثلا) والعيون والمنابع كعين جرف الحمام بأوطاط الحاج المدينة، وعين تطاوين بأولاد علي يوسف، والعين الجديدة بترنست وغيرها.
- عـن بوابة أوطاط الحاج

## وصلات خارجية
•مجموعة أوطاط الحاج  على فيسبوك.
•التوزيع السكاني وإحداثيات المدينة
•مشروع جيل النهضة